# Johann Plaß starší
Josef Mitterndorfer (1793 – 1863) byl rakouský politik německé národnosti z Horních Rakous, během revolučního roku 1848 poslanec Říšského sněmu.

## Biografie
Roku 1849 se uvádí jako Joseph Mitterndorfer, majitel hospodářství v Thaa bei Ansfelden.
Během revolučního roku 1848 se zapojil do veřejného dění. Ve volbách roku 1848 byl zvolen i na ústavodárný Říšský sněm. Zastupoval volební obvod Ebelsberg. Tehdy se uváděl coby majitel hospodářství. Náležel ke sněmovní levici.